# Kodambal, Homnabad
Kodambal là một làng thuộc tehsil Homnabad, huyện Bidar, bang Karnataka, Ấn Độ.